# The Day (pel·lícula de 2011)
The Day és una pel·lícula post-apocalíptica canadenca de 2011 dirigida per Douglas Aarniokoski. La pel·lícula és protagonitzada per Ashley Bell, Shannyn Sossamon, Dominic Monaghan, Shawn Ashmore i Cory Hardrict. La pel·lícula es va estrenar el 16 de setembre de 2011 al Festival Internacional de Cinema de Toronto de 2011. La pel·lícula es va estrenar a 12 sales als Estats Units el 29 d'agost de 2012. Es va projectar en cinemes durant 16 dies i va recaptar 20.984 dòlars.

## Argument
The Day segueix un grup de cinc supervivents en un món postapocalíptic mentre viatgen per un entorn desolador en un intent de trobar menjar, refugi i un lloc segur per deixar de fugir de les tribus de caníbals salvatges que deambulen pel camp. Esperen plantar dos pots de llavors que van robar o van trobar durant el viatge. En algun moment hi havia dotze al seu grup, però no se sap com van morir els altres ni quant de temps porten fugint els cinc restants.
Un dels supervivents, Adam (Shawn Ashmore), a qui veiem en flashbacks, va deixar la seva dona i la seva filla soles al cotxe fora mentre buscava subministraments dins d'una casa buida situada en una comunitat suburbana devastada. La seva dona i la seva filla van ser atacades i capturades o assassinades. La resta del grup són Rick (Dominic Monaghan), Shannon (Shannyn Sossamon), Henson (Cory Hardrict) i Mary (Ashley Bell ).
Buscant refugi al camp, els cinc decideixen anar a una masia propera a buscar-se aixopluc, debatent sobre si quedar-se fins que un del seu grup, Henson, s'hagi recuperat del que l'ha posat malalt; o quedar-s'hi breument i després seguir endavant per evitar atreure caníbals. El grup se separa: els homes exploren la casa, mentre les dues dones es dirigeixen a fora després que el seu líder, Rick, els demani que intentin atrapar quelcom de caçar. En canvi, la Mary va a un rierol proper per netejar-se. Mentre neteja el seu vestit, Mary sent que algú s'apropa a ella i s'adona a l'últim moment que és un explorador d'una de les tribus que viuen a la zona. Ell la persegueix a través del rierol, però ella és capaç d'arribar a la seva arma i disparar-li.
Mentrestant, de tornada a la masia, Adam i Rick exploren el soterrani i descobreixen caixes plenes de conserves. Criden a Henson que vingui a veure què han trobat, però descobreixen que les llaunes contenien roques i, sense voler, activen una trampa que activa una alarma, tanca els tres homes al soterrani i mata en Rick. Diversos caníbals apareixen i intenten arribar als homes del soterrani, però tots són assassinats per Shannon i Mary, que, escoltant l'alarma, tornen corrents a la casa on troben i s'enfronten als atacants. Un d'ells reconeix una marca a la cuixa de Mary i l'identifica com a caníbal d'una tribu rival, després intenta escapar, però Mary la mata.
Les dones rescaten els homes del soterrani i després, Shannon deixa inconscient a Mary, després d'haver sentit el caníbal preguntar a Mary sobre ser una d'elles. Els tres decideixen retenir-la en una cadira i interrogar-la agressivament sobre el seu passat per saber qui i què és realment. Quan ella no parla, l'Adam, furiós per la mort d'en Rick, comença a torturar-la, mentre Shannon la mira, instant-lo a matar-la. Després que Adam talli la pell de la cuixa de Mary amb la marca de la seva tribu i intenta forçar-la alimentar-la, Henson intervé i impedeix que Adam vagi més enllà. Mary finalment cedeix i li diu a Adam que no va ser responsable de matar la dona i la filla d'Adam. Ella explica que va massacrar la seva pròpia tribu mentre dormien perquè van matar la seva germana petita que es va trencar la cama i hauria mort d'una infecció en una setmana, així que immediatament la van collar i la van matar per menjar-se-la. Ella insisteix que només estava intentant sobreviure. També els recorda que la tribu que els posa el parany els ve a buscar. Després d'escoltar la història, els tres cremen el cadàver d'en Rick mentre debaten entre alliberar-la o matar-la.
Mentrestant, la tribu dels caníbals i el seu líder (Michael Eklund) juren recuperar la seva casa i els seus subministraments. Els quatre atrinxeren tota la casa mentre es preparen per a la batalla que s'acosta. Sota la nit, la tribu envaeix la casa on es troben els quatre. Quan les onades d'atacants intenten entrar, el grup inicialment utilitza armes per apunyalar-los o tallar-los, però finalment els dispara a través de les finestres. Diversos homes trenquen una barricada i arrosseguen a Shannon fora, però Henson la salva, que és assassinat.
Quan Shannon mata sense voler el seu fill petit, el líder de la tribu atacant s'enfada i deixa la seva petita filla per venjar la mort del seu germà. Al matí, els caníbals restants ataquen de nou la casa, encenent-la amb còctels molotov. Mary insisteix que Shannon i Adam marxin pel darrere i la deixen enfrontar-se als membres del clan enemic restants davant de la casa, cosa que acorden. Després de marxar, Mary s'adona que Shannon ha pres els cartutxos de la seva escopeta.
Mary és dominada pel líder, només per ser salvada quan Adam torna per ajudar-la a lluitar contra els últims caníbals. Durant la baralla, ell pateix una sèrie de ferides que li van portar a la mort. Al bosc, Shannon és atacada i la filla del líder li talla la gola, i la deixa morir. A la masia, Mary crema les restes d'Adam, després comença a marxar només per trobar-se amb la filla del líder que fingeix ser una noia innocent. Quan tots dos comencen a caminar, la noia cerca una fulla dentada per matar-la, però Mary és més ràpida i la decapita, després continua allunyant-se de la masia en flames.

## Repartiment
- Ashley Bell com a Mary
- Shannyn Sossamon com a Shannon
- Dominic Monaghan com a Rick
- Shawn Ashmore com Adam
- Cory Hardrict com a Henson
- Michael Eklund com a pare (líder dels caníbals)
- Brianna Barnes com a Nikki
- Kassidy Verreault com Ava
- Sophia Ewaniuk com a filla del líder

## Producció
The Day està dirigida per Douglas Aarniokoski a partir d'un guió de Luke Passmore. El rodatge va tenir lloc a Ottawa, Ontario, Canadà, durant la tardor de 2010.

## Llançament
The Day es va estrenar al Festival Internacional de Cinema de Toronto el 12 de setembre de 2011. Després de la projecció, Splendid va adquirir els drets per distribuir la pel·lícula als territoris de parla alemanya d'Europa i Benelux. WWE Studios també va adquirir els drets per distribuir la pel·lícula als Estats Units. Més tard es va associar amb Anchor Bay Films per codistribuir la pel·lícula. El novembre de 2011, Entertainment One va adquirir els drets per distribuir la pel·lícula al Regne Unit, França, Escandinàvia i Sud-àfrica.
La pel·lícula es va estrenar a 12 sales als Estats Units el 29 d'agost de 2012. Es va estrenar durant 16 dies i va recaptar 20.984 dòlars.

## Recepció
L'agregador de ressenyes Rotten Tomatoes informa d'un 29% entre 13 ressenyes amb una valoració mitjana de 5 sobre 10. Metacritic rinforma d'entre 9 ressenyes una puntuació global de 41 sobre 100; va identificar una ressenya positiva, sis ressenyes mixtes i dues negatives.